# Jamaica Say You Will
| 전문가 평가              | 전문가 평가 |
| 평가 점수                | 평가 점수   |
| 출처                     | 점수        |
| ------------------------ | ----------- |
| AllMusic                 | [ 1 ]       |
| Christgau's Record Guide | C           |

《Jamaica Say You Will》은 1975년 4월 22일에 발매된 영국의 가수 조 코커의 다섯 번째 스튜디오 음반이다. 이 음반의 노래들은 매우 호평을 받은 음반 《I Can Stand a Little Rain》 (1974년)을 제작했던 같은 세션에서 나왔다. 그러나 《Jamaica Say You Will》은 이전처럼 성공적이지는 않았다. 이 음반은 빌보드 200 차트에서 42위에 올랐다.

## 배경
이 음반은 랜디 뉴먼의 참여로 대부분의 곡의 리듬 섹션은 이전에 드럼에 버나드 퍼디를 포함한 색소폰 연주자 킹 커티스의 백 밴드로 알려진 킹핀스가 연주한다. 〈(That's What I Like) In My Woman〉은 호른이 달린 빠른 속도의 곡으로, 〈Where Am I Now〉와 〈I Think It's Going to Rain Today〉가 뒤엉켜 서로 보완적인 곡으로, 각 곡의 감성이 상대방에게 반영됐다. 〈Oh Mama〉는 색소폰을 동반한 순수한 보컬 블루스이다. 전반적인 영향은 솔과 블루스이다. 이 음반은 단순하게 편곡된 포크 맛의 곡 〈Jack-a-Diamonds〉로 음향적으로 마무리된다.

## 곡 목록
| #   | 제목                                 | 작사·작곡                         | 재생 시간 |
| --- | ------------------------------------ | --------------------------------- | --------- |
| 1.  | 〈(That's What I Like) In My Woman〉 | 매튜 무어                         | 3:24      |
| 2.  | 〈Where Am I Now〉                   | 제시 에드 데이비스                | 4:14      |
| 3.  | 〈I Think It's Going to Rain Today〉 | 랜디 뉴먼                         | 3:59      |
| 4.  | 〈Forgive Me Now〉                   | M. 무어                           | 3:24      |
| 5.  | 〈Oh Mama〉                          | 짐 프라이스                       | 4:10      |
| 6.  | 〈Lucinda〉                          | 뉴먼                              | 3:53      |
| 7.  | 〈If I Love You〉                    | 대니얼 무어                       | 3:55      |
| 8.  | 〈Jamaica Say You Will〉             | 잭슨 브라운                       | 4:15      |
| 9.  | 〈It's All Over But the Shoutin〉    | 조 힌튼, 조니 브리스톨, 제임스 딘 | 3:54      |
| 10. | 〈Jack-a-Diamonds〉                  | D. 무어                           | 3:35      |